# Rhinolophus perniger
Rhinolophus perniger — вид рукокрилих ссавців з родини підковикових.

## Таксономічна примітка
Таксон відділено від R. luctus; раніше відомий як lanosus, але perniger має номенклатурний пріоритет.

## Середовище проживання
Країни проживання: Індія, Непал, Бутан, Бангладеш, М'янма, Китай, Таїланд, Лаос, В'єтнам, Камбоджа.